# Jucati
Jucati är en kommun i Brasilien.   Den ligger i delstaten Pernambuco, i den östra delen av landet, 1 500 km nordost om huvudstaden Brasília. Antalet invånare är 10 604.
Trakten runt Jucati består i huvudsak av gräsmarker. Runt Jucati är det ganska tätbefolkat, med 104 invånare per kvadratkilometer.